# Pierre Millori
Pierre Millori est un homme politique français né le 25 mai 1774 à Coussay (Vienne) et décédé le 30 août 1858.
Juge de paix, il est député de la Vienne de 1831 à 1834, siégeant dans l'opposition de gauche.

## Sources
- « Dictionnaire des parlementaires français de 1789 à 1889 (Adolphe Robert, Edgar Bourloton et Gaston Cougny) », sur gallica BNF (consulté le 4 janvier 2014)